# Fausto Lena
Fausto Lena (11 de diciembre de 1933 - 25 de febrero de 2013) fue un jugador de fútbol profesional italiano que jugaba en la demarcación de portero.

## Biografía
Con la excepción de la temporada 1954-1955, disputada con el Alessandria Calcio, jugó durante toda su carrera deportiva en el Novara, donde se convirtió en el capitán del equipo, disputando con el equipo piamontés un total de 16 temporadas (dos en la Serie A, nueve en la Serie B y cinco en la Serie C).
Durante su carrera deportiva jugó durante 10 partidos en la Serie A y 276 en la Serie B.

## Muerte
Fausto Lena falleció el 25 de febrero de 2013 a la edad de 80 años.

## Clubes
| Club               | País   | Año         |
| ------------------ | ------ | ----------- |
| Novara Calcio      | Italia | 1953 - 1954 |
| Alessandria Calcio | Italia | 1954 - 1955 |
| Novara Calcio      | Italia | 1955 - 1970 |